# Catedral de San Pedro Apóstol (La Guaira)
La Catedral de San Pedro Apóstol también llamada simplemente Catedral de San Pedro o alternativamente Catedral de La Guaira es el nombre que recibe un edificio religioso que pertenece a la Iglesia católica y se encuentra ubicado en la localidad de La Guaira, capital del estado La Guaira al centro norte del país sudamericano de Venezuela. Se trata de un monumento histórico nacional declarado como tal en 1960 mediante la gaceta oficial número 26.320. En 1969 la zona colonial de sus alrededores también adquirió semejante declaración.

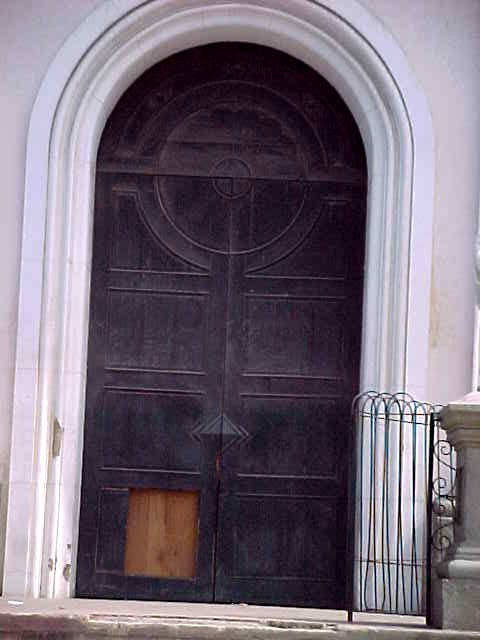
Vista de detalles externos de la iglesia

El templo sigue el rito romano o latino y fue dedicada como su nombre lo indica al apostól San Pedro que los fieles católicos consideran el primer líder de la iglesia. Desde 1970 es sede de la Diócesis de La Guaira (Dioecesis Guairiensis) por decisión del Papa Pablo VI mediante la bula Cum summus Deus.
La primera iglesia en la Guaira se edificó en 1630, pero resultó destruida por piratas en 1743. Un segundo templo construido cerca de la Plaza Vargas quedó en ruinas tras el terremoto de 1812. El actual edificio empezó a ser construido en 1847 y fue finalizado y bendecido el 8 de octubre de 1857. 
En 2014 la catedral fue sometida a un proceso de restauración impulsado por las autoridades regionales de Vargas.